# Limbohofvet
Limbohofvet är en svensk folkmusikgrupp bestående av tre fiolspelande kvinnor: Emma Ahlberg, Johanna Karlsson och Lena Jonsson. Gruppen bildades 2009 och har medverkat på både galor, spelmansstämmor och festivaler.
2013 gav de ut skivan Klingande klenoder med egna låtar och låtar från Hälsingland och Medelpad.

## Historik
Emma Johanna och Lena började att spel tillsammans i en tvättstuga i Fruängen, Stockholm. Under tiden de gick på Kungliga Musikhögskolan i Stockholm, började gruppen Limbohofvet hitta sin form och stil. 2013 medverkade de på Folk & Världsmusikgalan i Gävle. 2015 deltog de på ett Folkmusikcafé i Falun.

## Diskografi
- 2013 - Klingande klenonder.[2]